# Antoinette d'Aspremont Lynden
Antoinette d'Aspremont Lynden, geboren Antoinette prinses de Mérode (Londen, 24 oktober 1949) is een Belgische econoom, bestuurder en emeritus hoogleraar.

## Biografie
Antoinette d'Aspremont Lynden is een telg van de familie Mérode. 
Ze is een dochter van Werner prins de Mérode en Mathilde Rolin. Ze is gehuwd met Claude graaf d'Aspremont Lynden (1946) en moeder van drie kinderen.
Ze studeerde economie aan de Facultés universitaires Saint-Louis in Brussel (1969) en behaalde een Master of Science in Operations Research aan de Stanford-universiteit in de Verenigde Staten (1971). 
Ze doctoreerde in de toegepaste economie aan de Université catholique de Louvain (1984).
Van 1971 tot 1973 werkte D'Aspremont Lynden voor Systems Controls in Palo Alto en van 1973 tot 1990 voor de Bank Brussel Lambert. Van 1990 tot 2010 was ze professor aan de Université Charles de Gaulle - Lille III in Rijsel, waar ze boekhouding en financiën doceerde. In 2009-10 was ze gastprofessor aan de Palacký-universiteit in Olomouc en in 2011 aan het Institut d'études politiques in Rijsel.
Ze is of was tevens:
- bestuurder van de Groep Brussel Lambert (sinds 2011)
- bestuurder van BNP Paribas Fortis (sinds 2012)
- bestuurder van KPMG België (sinds 2020)
- bestuurder van de Koninklijke Schenking (www.ksdr.be)
- voorzitter van de Koninklijke Maatschappij voor Weldadigheid in Brussel
- penningmeester van de Sint-Michiels- en Sint-Goedelekathedraal in Brussel
- voorzitter van de Franstalige jury van de Koningin Paolaprijs voor het Onderwijs van de Stichting Koningin Paola
- lid van de inrichtende macht van het Collège Saint-Benôit in Maredsous

In 1989 ontving D'Aspremont Lynden de Gold Award van de International Foundation for Computer Education in Banking and Finance.